# Sclerodermatineae
Sclerodermatineae é uma subordem da ordem fúngica Boletales. Estabelecida em 2002 pelos micologistas Manfred Binder e Andreas Bresinsky, abrange nove gêneros e cerca de 80 espécies. A subordem reúne uma diversidade de corpos de frutificação com diferentes morfologias, incluindo boletos, formas gasteroides e fungos do gênero Astraeus [en]. A maioria das espécies é ectomicorrízica, embora o papel ecológico de algumas seja incerto. Acredita-se que a subordem tenha surgido no final do Cretáceo (145–66 milhões de anos atrás) na Ásia e na América do Norte, com diversificação dos principais gêneros no meio do Cenozoico (66–0 milhões de anos atrás).

## Taxonomia
A subordem Sclerodermatineae foi formalmente descrita em 2002 por Manfred Binder e Andreas Bresinsky com base em análises de filogenética molecular de sequências do subunidade ribossomal grande (25S) de rRNA de 60 espécies de Boletales. Esse trabalho expandiu a pesquisa de doutorado de Binder de 1999, que destacou a necessidade de reconhecer as diferenças moleculares dos fungos de Sclerodermatineae. Sclerodermatineae é uma das seis linhagens de Boletales reconhecidas como subordens, ao lado de Boletineae [en], Paxillineae, Suillineae, Tapinellineae e Coniophorineae. Dos nove gêneros atribuídos à Sclerodermatineae, três são himenomicetos (Boletinellus [en], Gyroporus [en] e Phlebopus [en]), e seis são gasteroides (Astraeus [en], Calostoma, Diplocystis [en], Pisolithus [en] e Scleroderma). Desde a descrição inicial da subordem, diversos estudos filogenéticos investigaram Sclerodermatineae. Essas pesquisas revelaram a existência de várias espécies crípticas e contribuíram para a expansão taxonômica do grupo. O "núcleo" de Sclerodermatineae inclui os gêneros Astraeus, Calostoma, Scleroderma, Pisolithus, Diplocystis, Tremellogaster (todos gasteroides) e o gênero boletoide Gyroporus; Phlebopus e Boletinellus são considerados grupos irmãos desse núcleo.
Em 2012, estimava-se que Sclerodermatineae possuía cerca de 78 espécies. A espécie-tipo da subordem é a família Sclerodermataceae; outras famílias incluem Boletinellaceae [en], Diplocystaceae [en] e Gyroporaceae [en].
- Boletinellaceae [en]

- Boletinellus [en] (2 espécies)
- Phlebopus [en] (12 espécies)

- Diplocystaceae [en]

- Astraeus [en] (5 espécies)
- Diplocystis [en] (1 espécie)
- Endogonopsis [en] (1 espécie)
- Tremellogaster [en] (1 espécie)

- Gyroporaceae [en]

- Gyroporus [en] (10 espécies)

- Sclerodermataceae

- Calostoma (15 espécies)
- Chlorogaster [en] (1 espécie)
- Favillea [en] (1 espécie)
- Horakiella [en] (1 espécie)
- Pisolithus [en] (5 espécies)
- Scleroderma (cerca de 30 espécies)

Estudos de reconstrução ancestral [en] indicam que os membros mais antigos (basais) de Sclerodermatineae surgiram no final do Cretáceo (145–66 milhões de anos atrás). Os principais gêneros se diversificaram no meio do Cenozoico (66–0 milhões de anos atrás). Ásia e América do Norte são as áreas ancestrais mais prováveis para a subordem, com Pinaceae e angiospermas (principalmente rosídeas) como os hospedeiros ancestrais mais prováveis.

## Descrição
Os membros de Sclerodermatineae apresentam corpos de frutificação com morfologias variadas, desde boletoides (com píleo, estipe e tubos na parte inferior do píleo) até gasteroides. Os corpos de frutificação boletoides podem ter estipes ocos, com superfície lisa ou ligeiramente coberta por partículas escamosas, sem a reticulação característica de alguns membros da família Boletaceae. Os poros são enrugados com cristas baixas e irregulares, boletoides, e podem ser finos ou grossos. A carne geralmente varia de esbranquiçada a amarelada, e algumas espécies apresentam uma reação de coloração azul quando danificadas. Em massa, os esporos são amarelos; microscopicamente, têm forma elipsoide e superfície lisa.
Os corpos de frutificação gasteroides são esféricos ou tuberosos, ocasionalmente com estipes, e geralmente possuem um perídio simples ou com múltiplas camadas. Quando maduros, abrem-se irregularmente, expondo uma gleba pulverulenta que varia de branca a amarela ou de castanho-escura a preta. Os capilícios estão geralmente ausentes na gleba. Os esporos são esféricos ou quase esféricos, com textura superficial que varia de lisa a verrucosa, espinhosa ou, em alguns casos, com reticulações. As hifas apresentam fíbulas.

## Diversidade morfológica
Uma característica marcante de Sclerodermatineae é a diversidade de morfologias dentro do grupo. Os gêneros himenomicetos Boletinellus, Gyroporus e Phlebopus são boletoides típicos, com píleo e estipe. No entanto, cada gênero gasteroide de Sclerodermatineae apresenta uma morfologia distinta. Espécies de Astraeus têm morfologia de "estrela-da-terra", com o perídio externo se dividindo em seções. A gleba de Pisolithus é dividida em centenas de câmaras membranosas. Scleroderma é um fungo simples, com uma casca externa fina e gleba pulverulenta na maturidade. Diplocystis e Tremellogaster possuem morfologias únicas: o primeiro é composto por corpos de frutificação com 3 a 60 sacos de esporos aglomerados, enquanto o segundo forma um esporocarpo esférico com um perídio espesso e multicamadas. Calostoma (grego antigo para "boca bonita") distingue-se morfologicamente dos outros membros gasteroides, com um corpo de frutificação globular, formado por uma cabeça portadora de esporos composta por um perídio de três camadas. Cerca de dois terços das espécies de Sclerodermatineae têm morfologia gasteroide, embora esse número possa ser subestimado devido à existência de espécies crípticas ainda não descritas formalmente. Estudos dos gêneros gasteroides Astraeus e Pisolithus indicam a presença de inúmeros táxons crípticos.

## Ecologia
As associações micorrízicas de vários gêneros de Sclerodermatineae foram confirmadas. Estudos demonstraram que Astraeus, Pisolithus e Scleroderma formam associações ectomicorrízicas com angiospermas e gimnospermas. Anteriormente considerados saprófitos, os membros da família Calostomataceae foram confirmados como ectomicorrízicos com Fagaceae e Myrtaceae por meio de análises isotópicas e moleculares. Espécies dos gêneros Pisolithus e Scleroderma têm sido usadas na engenharia florestal como inóculos micorrízicos para promover o crescimento e o vigor de mudas jovens.
Como grupo, Sclerodermatineae apresenta uma ampla distribuição geográfica, com os gêneros Pisolithus e Scleroderma encontrados em todos os continentes, exceto a Antártida.

### Literatura citada
- Kirk PM, Cannon PF, Minter DW, Stalpers JA (2008). Dictionary of the Fungi 10th ed. Wallingford, UK: CAB International. ISBN 978-0-85199-826-8